# Negayan tata
Negayan tata är en spindelart som beskrevs av Lopardo 2005. Negayan tata ingår i släktet Negayan och familjen spökspindlar. Inga underarter finns listade i Catalogue of Life.